# ديمتريوس روس
ديمتريوس روس (بالإنجليزية: Demetrius Ross)‏ هو موسيقي أمريكي، ولد في 1989.

## وصلات خارجية
- ديمتريوس روس على موقع IMDb (الإنجليزية)